# Ewangelie Uspienskiego
Ewangelie Uspienskiego, minuskuł 461 (wedle numeracji Gregory—Aland) ε92 (von Soden) – rękopis Nowego Testamentu z tekstem czterech Ewangelii pisany minuskułą na pergaminie w języku greckim. Tekst reprezentuje bizantyńską tradycję tekstualną i nie jest wysoko oceniany przez krytyków tekstu.
Rękopis powstał w Konstantynopolu, skąd sprowadzony został do Mar Saby koło Betlejem. W 1844 Uspienski – od jego nazwiska kodeks otrzymał nazwę – sprowadził go do Rosji. Obecnie przechowywany jest w Petersburgu. Według kolofonu został sporządzony w roku 835. Jest to najstarszy zachowany grecki rękopis Nowego Testamentu, który posiada datę napisaną przez skrybę.

## Opis rękopisu
Kodeks zawiera pełny tekst czterech Ewangelii na 344 pergaminowych kartach (16,7 na 10,7 cm). Pergamin jest cienki, żółtego koloru, atrament jest koloru brunatnego. Tekst pisany jest jedną kolumną na stronę, w 19 linijkach w kolumnie, pismem minuskułowym. Skryba zastosował szerokie marginesy.
Litery są niewielkie i pionowe, regularne i dobrze uformowane. Styl pisma nie sprawia wrażenia eksperymentalnego i wygląda na utrwaloną formę. Cereteli sądził, że w ten sposób pisano już w końcu VIII wieku. Metzger dopuszczał możliwość, że ten styl pisma istniał już od ponad pięćdziesięciu lat. Litera epsilon tylko dwa razy i tylko w ligaturach dla εν oraz ερ przybiera formę kursywy z VI wieku. Nagłówki oraz noty marginalne pisane są uncjałą, co wskazuje na okres przejściowy.
Nomina sacra (imiona święte) zapisywane są skrótami. Również inne terminy dla szybszego pisania zapisywane są skrótami np. ημε[ρα] (dzień). Stosuje ligatury, czasem stosuje przerwy między wyrazami. Stosuje dierezę nad literami iota oraz ipsylon, stosuje akcenty i przydechy.
Tekst dzielony jest według κεφαλαια (rozdziały), których numery umieszczono w bocznym marginesie. W górnym oraz dolnym marginesie umieszczono τιτλοι (tytuły rozdziałów). Na marginesie znajdują się noty liturgiczne, którymi oznakowano perykopy wykorzystywane w czytaniach liturgicznych. Nie zastosowano podziału według Sekcji Ammoniusza.

## Tekst
Grecki tekst kodeksu reprezentuje bizantyńską tradycję tekstualną. Hermann von Soden zaklasyfikował go do rodziny tekstualnej K1, tj. najstarszej formy bizantyńskiego tekstu.
Kurt i Barbara Alandowie dali dla greckiego tekstu następujący profil tekstualny 2131, 1011/2, 32, 5s. Profil ten oznacza, że tekst kodeksu 213 razy wspiera tekst bizantyjski przeciwko „oryginalnemu”, 101 razy jest zgodny z tekstem bizantyjskim i „oryginalnym” jednocześnie, 3 razy wspiera tekst „oryginalny” przeciwko bizantyjskiemu, ponadto posiada 5 sobie właściwych wariantów tekstowych (Sonderlesarten). W oparciu o ten profil Alandowie zaklasyfikowali tekst rękopisu do Kategorii V.
Według Claremont Profile Method reprezentuje rodzinę tekstualną Kx, tj. standardowy tekst bizantyński. Metodą tą przebadano jednak tylko trzy rozdziały Ewangelii według Łukasza (1; 10; 20). W rozdziałach tych jest bliski kodeksowi Athous Dionysius.
Tekst Pericope adulterae (J 7,53-8,11) został opuszczony przez pierwszego skrybę, ale dodany na marginesie przez późniejszego korektora. Zawiera natomiast inne zazwyczaj opuszczane przez starożytne rękopisy teksty, takie jak: Mt 16,2b-3 (znaki czasu), Łk 22,43-44 (krwawy pot Jezusa) oraz J 5,4 (anioł Pański zstępujący do sadzawki Betezdy). Zostały jednak one oznakowane przy pomocy asterysku (※) jako teksty wątpliwe.
W Ewangelii według Łukasza 1,26 nazwę miasta Nazaret zapisuje w formie Ναζαρετ (nie Ναζαρεθ).
W Ewangelii według Jana 4,1 przekazuje wariant ο κυριος (Pan), w czym jest wspierany przez rękopisy: 02, 07, 09, 011, 017, 028, 030, 034, 036, 038, 041, 044, 045, 0141, 0211, 2, 7, 8, 9, 27, 194, 196, 475. Większość rękopisów przekazuje wariant ο Ιησους (Jezus).

## Historia kodeksu

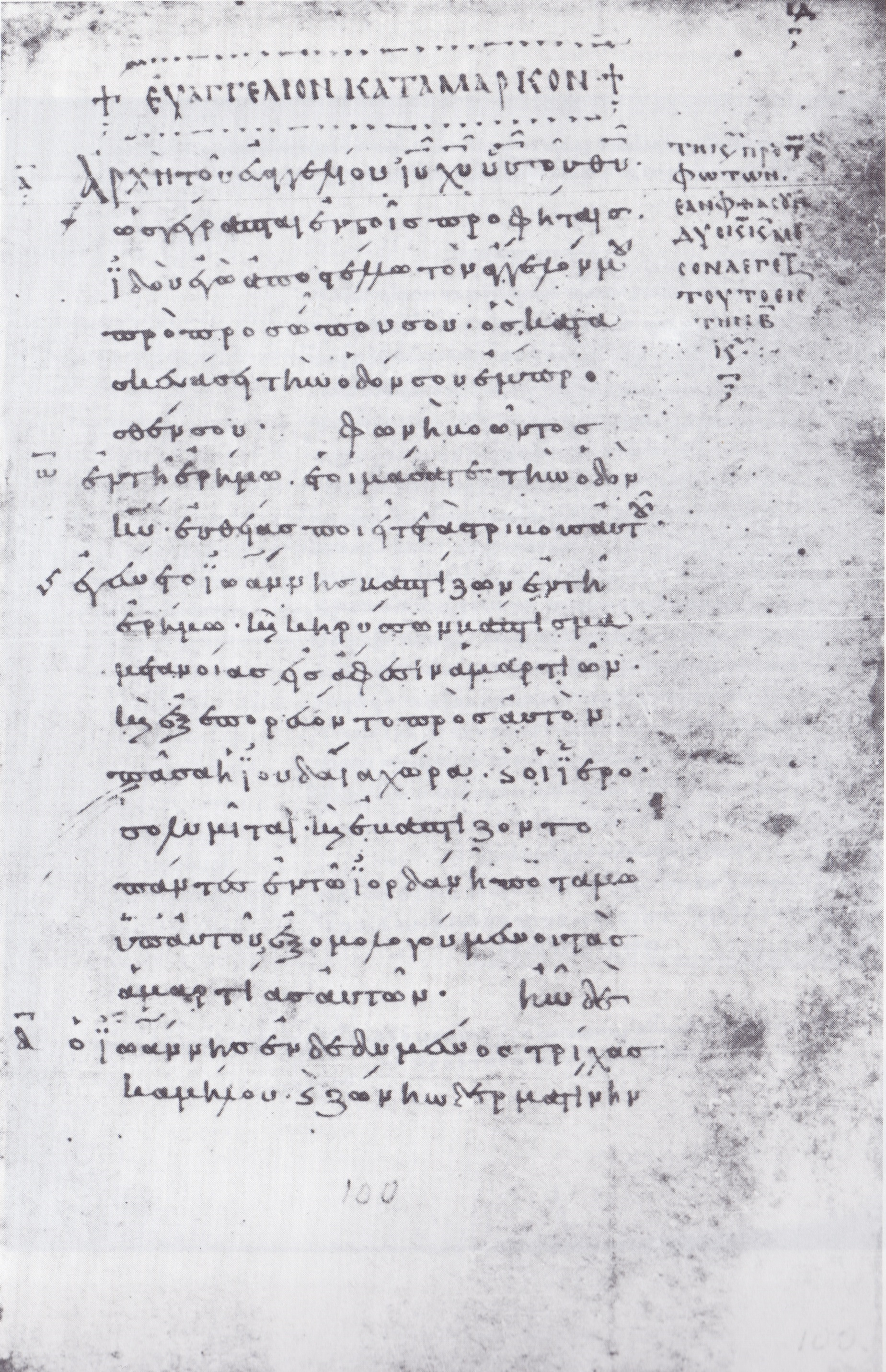
Początek Ewangelii według Marka Ewangelisty.

Na folio 344 verso w kolofonie skryba podał datę sporządzenia rękopisu oraz swoje imię: ετελειωθη Θυ χαριτι η ιερα αυτη και θεοχαρακτος βιβλος μηνι μαιω ζ ινδικτιωνος ιγ ετους κοσμου στμγ. δυσωπω δε παντας τους εντυγχανοντας μνιαν μου ποιεισθαι του γραψαντος Νικολαου αμαρ(ωλου) μοναχ(ου) οπως ευροιμι ελεος εν ημερα κρισεως, γενοιτο κε αμην. Zgodnie z kolofonem rękopis ukończony został w maju, siódmego dnia, w roku 6343 od stworzenia świata, tj. 835 AD, przez „Mikołaja, grzesznego mnicha, aby znalazł łaskę w dzień sądu”. Kolofon nie informuje o miejscu powstania rękopisu.

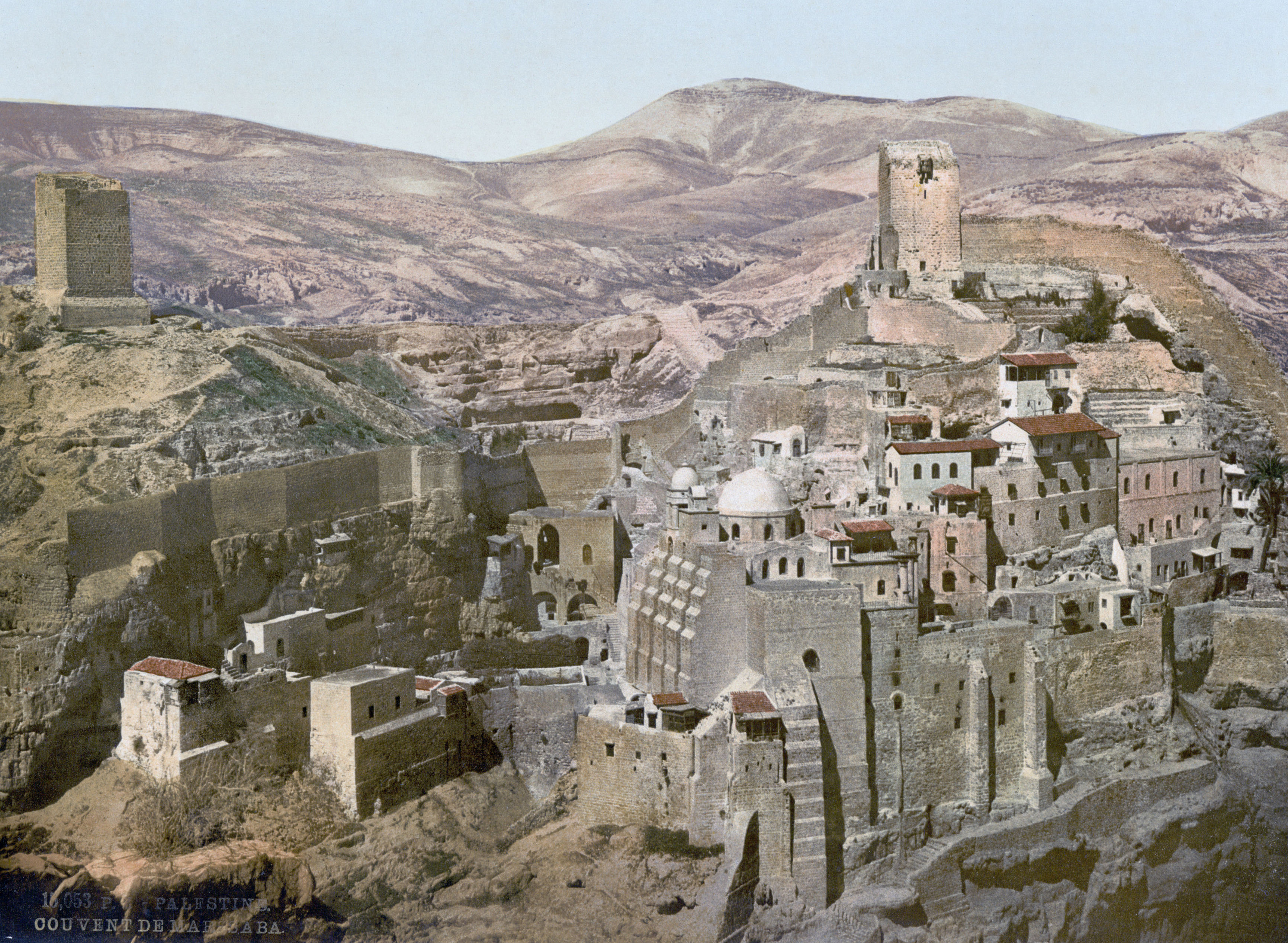
Mar Saba w końcu XIX wieku

Scholz widział rękopis podczas swej wizyty w Mar Saba i sporządził pierwszy jego opis w swoim „Biblische-kritische Reise”. Ocenił on, że rękopis pisany jest piękną minuskułą, o niepowtarzalnym kształcie liter. Powątpiewano jednak w rzetelność jego opisu, dopóki nie ukazały się publikacje Viktora Gardthausena i Oskara von Gebhardta. Scholz skolacjonował jego tekst w niektórych miejscach.
Viktor Gardthausen przypuszczał, że rękopis powstał nad Morzem Martwym. G. Cereteli porównał z kolofonami innych rękopisów i wskazał, że najbardziej prawdopodobnym miejscem powstania jest Konstantynopol. Diller sądził, że sporządził go ten sam skryba, co Kodeks Cypryjski. Rękopis w nieznanych okolicznościach trafił do klasztoru Mar Saba w Palestynie, gdzie był przechowywany w bibliotece klasztornej pod numerem 9. W 1844 roku biskup Porfiry (Uspienski) przywiózł go do Kijowa, skąd później trafił do Petersburga. Obecnie przechowywany jest w Petersburgu, w Rosyjskiej Bibliotece Narodowej (Gr. 219).
Scrivener umieścił go na swojej liście rękopisów w I wydaniu „A Plain Introduction” (1861) pod numerem 461. Jednak w IV wydaniu (1894) rękopis znalazł się pod numerem 481. Na liście Gregory’ego rękopis figuruje pod numerem 461.
Pierwsze facsimile kodeksu wydał W. Wattenbach i A. von Velsen w roku 1878. Facsimile kodeksu wydali Cereteli i Sobolewski, Kirsopp i Silva Lake, William Hatch, Lefort i Cochez, Ruth Barbour, Bruce Metzger.

## Znaczenie
Do chwili odkrycia tego rękopisu najstarszym greckim datowanym rękopisem był minuskuł 14, z datą 964. Przed odkryciem Ewangelii Uspienskiego sądzono, że w wieku IX greckie rękopisy nie były jeszcze pisane minuskułą. Jednak najstarszym znanym datowanym biblijnym rękopisem jest palimpsest z fragmentem Księgi Izajasza w języku syryjskim, napisany w 459/460. Również łacińskie rękopisy były datowane już w wieku VI (np. Kodeks Fuldeński). Wynika to z faktu, że greccy skrybowie nie mieli w zwyczaju datować swoich rękopisów.
Jest cytowany w 27 wydaniu greckiego Novum Testamentum Nestle-Alanda (NA27), jednak tylko ze względu na datę.